# Liste der Biografien/Riu
Liste der Biografien |
Portal Biografien |
Personensuche
# |
A |
B |
C |
D |
E |
F |
G |
H |
I |
J |
K |
L |
M |
N |
O |
P |
Q |
R |
S |
T |
U |
V |
W |
X |
Y |
Z |
?
 
Ra |
Rb |
Rd |
Re |
Rh |
Ri |
Rj |
Rk |
Rl |
Rm |
Rn |
Ro |
Rr |
Rs |
Rt |
Ru |
Rv |
Rw |
Rx |
Ry |
Rz
 
Ria |
Rib |
Ric |
Rid |
Rie |
Rif |
Rig |
Rih |
Rii |
Rij |
Rik |
Ril |
Rim |
Rin |
Rio |
Rip |
Riq |
Rir |
Ris |
Rit |
Riu |
Riv |
Riw |
Rix |
Riy |
Riz
Die Liste der Biografien führt alle Personen auf, die in der deutschsprachigen Wikipedia einen Artikel haben. Dieses ist eine Teilliste mit 7 Einträgen von Personen, deren Namen mit den Buchstaben „Riu“ beginnt.

## Riu
- Riu, Gerard (* 1999), spanischer Motorradrennfahrer

### Rius
- Rius (1934–2017), mexikanischer Intellektueller, politischer Cartoonist und Autor
- Rius, José (1867–1940), spanischer Mathematiker
- Rius, Marc, französischer Filmproduzent und Drehbuchautor

### Riut
- Riutort Mestre, Pere (1935–2021), mallorquinischer Priester, Pädagoge, Philologe und Liturgiewissenschaftler
- Riutort, Marta, spanische Zoologin und Hochschullehrerin

### Riuz
- Riuzzi, Maria Rosaria (* 1957), italienische Schauspielerin